# Gartner (empresa)
Gartner Inc. es una empresa consultora y de investigación de las tecnologías de la información con sede en Stamford, Connecticut, Estados Unidos. También tiene una sede en Fort Myers, Florida, y otras filiales corporativas y oficinas distribuidas a lo largo de Europa, Asia e Hispanoamérica. Hasta 2001 era conocida como Gartner Group.
Gartner incluye entre sus clientes a algunos de los más grandes conglomerados empresariales del mundo, agencias de gobierno occidentales, empresas tecnológicas y agencias de inversión como BT, CV, The Wall Street Journal, etc. La empresa se concentra en la investigación, programas ejecutivos, consultas y eventos. Fue fundada en 1979; y en 2014 contaba con 5300 empleados, incluyendo a 1250 analistas y clientes en 85 países por todo el mundo.

## Áreas de negocio

### Investigación tecnológica
Las áreas de tecnología que la empresa incluye dentro del alcance de sus investigaciones las organiza de tres modos: de investigación de mercado, de investigación por asuntos y de investigación por sectores. Después de aplicar el modelo de negocio de uno de sus editores, write once, sell many times («escribe una vez, vende muchas»), la investigación funciona sobre altos márgenes de beneficio brutos y es la unidad más provechosa de negocio de Gartner.

### Análisis
Gartner proporciona el análisis de investigación y el consejo para profesionales de las TIC (tecnologías de la información y la comunicación), empresas de tecnología y la comunidad de la inversión en varios formatos: reuniones informativas, servicios de pares en red (peer networking service) y programas de socios diseñados explícitamente para CEOs y otros directores ejecutivos.
Gartner utiliza para presentar sus análisis los conocidos como Cuadrantes Mágicos y los ciclos de sobreexpectación (hype cycle).

### Consultoría
Alineadas con la investigación, núcleo de Gartner, están las capacidades consultoras. Esto permite un gran nivel de apoyo a los clientes Gartner en el uso de la investigación de la empresa. El brazo consultor es capaz de ofrecer el consejo relacionado con la industria/sector y el apoyo al Gobierno, la venta al por menor, los medios de comunicación y de telecomunicaciones, y los servicios financieros. La división consultora emplea menos de 500 personas a escala mundial con la mayor parte de estos trabajando dentro del mercado de los Estados Unidos.